# ブライス・パーペンブルック
ブライス・オースティン・パーペンブルック（Bryce Austin Papenbrook,  1986年2月24日 - ）は、アメリカ合衆国の俳優、声優である。現在、一児の父。

## 来歴
1986年、家庭は声優一家であり、母のデビー・ロススタインと父のボブ・パーペンブルック(2006年死去)の長男としてカリフォルニア・ロサンゼルスに生まれ、8歳で子役として芸能界へ進出した。デビューのきっかけは父親が出演していた『パワーレンジャー』のスタジオに同行した際、同作品のスタッフが子役の声優が欲しいと話しているのを聞いた父がブライスを紹介したことだという。カリフォルニア大学ロサンゼルス校では政治学を専攻し、2007年に卒業した。

### 人物
16歳の頃に武術を習っており、韓国の格闘技『唐手道』でチャック・ノリス流の技を習得した事がある。

## 出演作品
太字はメインキャラクター

### テレビアニメ
- ソードアート・オンライン - キリト/桐ケ谷和人
- 鬼滅の刃 - 嘴平伊之助
- 東京リベンジャーズ - 河田ナホヤ
- .hack//黄昏の腕輪伝説 - シューゴ
- ダンガンロンパ 希望の学園と絶望の高校生 The Animation - 苗木誠
- ダンガンロンパ3 -The End of 希望ヶ峰学園- - 苗木誠、狛枝凪斗
- BORUTO-ボルト- -NARUTO NEXT GENERATIONS- - 枸橘かぐら[6]
- 機動戦士ガンダム 鉄血のオルフェンズ - ユージン・セブンスターク
- オッドタクシー - 大門幸志郎
- 進撃の巨人 - エレン・イェーガー
- 川柳少女 - 毒島エイジ
- 七つの大罪 - メリオダス、ゼルドリス

### 海外アニメ
- ミラキュラス レディバグ&シャノワール - アドリアン・アグレスト/ シャノワール[7]
- Appleseed Alpha

### アニメ映画
- 青の祓魔師 -劇場版- - 奥村燐
- 劇場版 NARUTO -ナルト- ブラッド・プリズン - 無垢(若年世代)
- BLAME! - フサタ
- 雨を告げる漂流団地 - 熊谷航祐

### ゲーム
- アルトネリコ3 世界終焉の引鉄は少女の詩が弾く - アオト
- スターオーシャン1 First Departure - ドーン・マルトー
- ゼノブレイドクロス - アバターボイス
- ソニックシリーズ - シルバー・ザ・ヘッジホッグ
- ダンガンロンパシリーズ- 苗木誠、狛枝凪斗
- ファイアーエムブレム 覚醒 - ヘンリー[8]
- ペルソナQ シャドウ オブ ザ ラビリンス - テオドア
- ポケモンマスターズ - ライヤー
- Horizon Zero Dawn - バスト
- 龍が如く7 光と闇の行方
- LOST JUDGMENT 裁かれざる記憶 - コースケ
- パワーレンジャー・メガフォース - メガフォースブラック、ノージョーク
- パワーレンジャー・スーパーメガフォース - スーパーメガフォースグリーン、サムライレッド、タイムフォースレッド 他